# گورزال‌لار
گورزال‌لار (به لاتین: Gürzallar) یک منطقه مسکونی در جمهوری آذربایجان است که در شهرستان گران‌بوی واقع شده است. گورزال‌لار ۵۳۵ نفر جمعیت دارد.